# 普賴斯冰川
普賴斯冰川（英語：Price Glacier），是南極洲的冰川，位於南喬治亞島南部，最終注入奇普曼灣，全長6公里，由英國探險隊測量，現時由英國海外領土管轄。